# Gheorghe K. Constantinescu
Gheorghe K. Constantinescu (n. 24 aprilie 1888, Brăila, România – d. 18 iulie 1950, București, România) a fost un zootehnist, genetician și profesor universitar român, recunoscut ca fondator al școlii de genetică animală în România. A avut contribuții remarcabile în zootehnie, genetică și organizarea cercetării agricole, propunând soluții pentru modernizarea agriculturii românești.

## Biografie

### Copilăria și educația
Gheorghe K. Constantinescu s-a născut la 24 aprilie 1888 în Brăila, unde a urmat școala primară și liceul. Deși textul nu specifică detalii despre educația sa timpurie, se menționează că a fost medic veterinar, ceea ce implică absolvirea Școlii Superioare de Medicină Veterinară din București, una dintre puținele instituții de profil din România la acea vreme. A abandonat ulterior practica veterinară pentru a se dedica zootehniei și geneticii, domenii în care a excelat prin cercetare și organizare.

### Carieră profesională
Constantinescu a condus Institutul Național de Cercetări Zootehnice (INZ) timp de peste 20 de ani, perioadă în care a organizat și sistematizat cercetarea zootehnică în România. A fost profesor universitar, apreciat pentru metodele sale didactice, și un cercetător prolific, publicând peste 150 de lucrări științifice. A efectuat numeroase excursii profesionale în Europa, studiind herghelii celebre precum Graditz (Prusia), Rada, Piber-Wiselburg, Napajedl (Austria și Cehoslovacia) și Mezőhegyes (Ungaria), unde a analizat rase de cai precum Nonius, Ghidran și Lipițan.
A fost un patriot dedicat modernizării agriculturii românești, propunând soluții pentru organizarea producției zootehnice și agricole, bazate pe o gândire tehnologică. A criticat structura agrară a României, evidențiind pulverizarea proprietăților și ineficiența producției, și a sugerat modele de succes, precum cel danez, bazat pe cooperative și credite agricole.

### Familie
Nu există date documentate privind familia lui Gheorghe K. Constantinescu.

## Contribuții științifice
Gheorghe K. Constantinescu a fost un pionier în zootehnie și genetică, fondând școala de genetică animală în România. A publicat peste 150 de lucrări, grupate în categorii precum zootehnie generală, studii pe specii de animale, genetică, selecție, herghelii, lapte și medicină veterinară. A fost un susținător al excursiilor profesionale, considerând că învățarea de la alte țări accelerează progresul.

### Zootehnie și organizare agricolă
În lucrarea *Caracteristica evoluției agricole actuale* (1935), a analizat starea agriculturii românești, evidențiind ineficiențele structurii funciare (92% din terenuri cultivate cu cereale, doar 5,4% cu furaje) și productivitatea scăzută comparativ cu alte țări europene (ex. 14 vite/km² în România vs. 87 în Olanda). A propus soluții tehnologice și organizaționale pentru creșterea producției, inspirându-se din modele precum Danemarca, unde cooperativele și creditele agricole au stimulat exportul de produse zootehnice.
În *Creșterea animalelor în România* (1940), a descris condițiile naturale favorabile zootehniei și a analizat declinul economic al țăranilor români între 1800 și 1829. A pledat pentru o organizare mai eficientă a producției zootehnice, iar în *Industria Baconului* a subliniat importanța creditului agricol, exemplificând cu succesul Danemarcei în exportul de carne.

### Genetică
Constantinescu a fost un pionier al geneticii animale în România. Lucrarea *Ereditatea experimentală* (1922), bazată pe 40 de surse (inclusiv Mendel, Darwin, De Vries), a fost prima sinteză amplă de genetică publicată de un autor român (132 pagini). În *Îmbunătățirea animalelor prin selecție*, a definit selecția ca „îmbunătățirea rasei prin ea însăși”, accentuând importanța genotipurilor și a scopurilor economice. În *Ereditate și eugenie*, a explorat conceptul de eugenie, legându-l de genetică, și a oferit reflecții profunde despre geniu, considerându-l o expresie a virtuților colective ale unei națiuni.
A studiat ereditatea culorii la oi, publicând *Cercetări asupra compoziției culorii brumării la rasa de oi Țurcană* (1926), unde a stabilit că această culoare este un caracter ereditar, influențat de factori letali. A extins cercetările la alte specii (porci, găini, porumbei, pești, șoareci, Drosophila melanogaster), descoperind șapte mutații și localizând cromozomi.

### Medicină veterinară
Deși s-a concentrat pe zootehnie, a publicat și lucrări de medicină veterinară, precum *Contribuțiuni la studiul cauzelor sterilității la iepe* (1925), unde a identificat cauze fiziologice și patologice (endometrite, chisturi ovariene) și a recomandat tratamente uterine.

### Activitate la INZ
Ca director al INZ, a coordonat cercetări diverse: hărți zootehnice, selecția animalelor, concursuri de rase, expoziții, însămânțări artificiale, repopularea apelor cu pești, și ferme experimentale (Gherghița, Dulbanu-Crețu, Pipera, Afumați). A publicat rapoarte detaliate, precum *Darea de seamă asupra activității INZ, 1934-1939*, care au devenit modele pentru transferul rezultatelor cercetării în producție.

### Activitate didactică
A publicat *Tratat de zootehnie generală* (1930), un curs de referință în două volume (aproape 1000 pagini), considerat un salt valoric în literatura agronomică românească. Lucrarea acoperea subiecte precum sistematica zootehnică, variabilitatea animalelor, reproducerea, ereditatea și influența mediului, integrând cercetările proprii ale autorului. A fost interzisă după 1948 din motive politice.

## Contribuții suplimentare
Constantinescu a fost un susținător al educației tinerilor zootehniști, îndrumându-i cu exigență. A promovat colaborarea cu presa și învățământul, organizând conferințe radio, simpozioane și cercuri de îndrumare zootehnică. A contribuit la publicații precum *Buletinul Zootehnic* și a colaborat cu ziare și reviste agricole.

## Lucrări publicate (selecție)
- Herghelia Graditz. Monografie*, Viața Românească, București, 1922
- Ereditatea experimentală*, Universala, București, 1922
- Hergheliile de stat din Austria și Cehoslovacia*, Viața Românească, București, 1925
- Contribuțiuni la studiul cauzelor sterilității la iepe*, Bucovina, București, 1925
- Cercetări asupra compoziției și eredității culorii brumării la rasa țurcană*, Buletinul Zootehnic, 4-6, București, 1926
- Îmbunătățirea animalelor prin selecție*, Ministerul Agriculturii, București, 1926
- Institutul Național Român de Zootehnie*, Bucovina, București, 1926
- Industria Baconului*, Buletinul Zootehnic, 1-2, București, 1928
- Tratat de zootehnie generală*, București, 1930
- Ce-am văzut la Mezőhegyes*, Buletinul Agriculturii, 1-2, București, 1935
- Caracteristica evoluției agricole actuale*, Bucovina, București, 1935
- Ereditate și eugenie*, Librăria Academică, București, 1936
- Creșterea animalelor în România*, Enciclopedia României, vol. 3, Monitorul Oficial, București, 1940
- Cercetările INZ în legătură cu hărțile zootehnice*, Buletinul Asociației Generale a Medicilor Veterinari din România, 1-4, București, 1940
- Dare de seamă asupra activității Institutului veterinar, anii 1934-1939*, Monitorul Oficial, București, 1940

## Distincții
- Membru al Academiei de Științe a României
- Membru al Academiei de Medicină din România
- Membru al Societății Regale Române de Eugenie
- Membru al Societății Germane de Ereditate
- Membru al Societății Americane pentru Progresul Științelor
- Membru al Societății Genetiștilor Americani
- Membru al Conseilului Științific Superior al Institutului Internațional de Agricultură din Roma

## Recunoaștere internațională
Constantinescu a fost membru al colegiilor de redacție ale revistelor internaționale precum *Revista de genetică pentru țările latine* (Paris) și *Archiv für wissenschaftliche Tierzucht* (Berlin). A fost coautor al enciclopediei *Tierheitung und Tierzucht* (Berlin), iar contribuțiile sale în genetică și zootehnie au fost recunoscute prin apartenența la societăți științifice internaționale de prestigiu.

## In memoriam
Gheorghe K. Constantinescu a murit la 18 iulie 1950, la București, lăsând o moștenire semnificativă în zootehnia și genetica românească. Este considerat un savant patriot, ale cărui lucrări și idei rămân relevante pentru dezvoltarea agriculturii moderne.